# Episodi di Innamorati pazzi (prima stagione)
La prima stagione della serie televisiva Innamorati pazzi è stata trasmessa negli Stati Uniti dal 23 settembre 1992 al 22 maggio 1993 dalla NBC. 
In Italia la stagione è andata in onda dal 16 novembre al 15 dicembre 1998 sul canale Italia 1, di Mediaset.
| nº | Titolo originale          | Titolo italiano                | Prima TV USA      | Prima TV Italia  |
| -- | ------------------------- | ------------------------------ | ----------------- | ---------------- |
| 1  | Romantic Improvisations   | Il tavolo matrimoniale         | 23 settembre 1992 | 16 novembre 1998 |
| 2  | Sofa's Choice             | Il canapè dell'amore           | 30 settembre 1992 | 17 novembre 1998 |
| 3  | Sunday Times              | Un sogno che si avvera         | 7 ottobre 1992    | 18 novembre 1998 |
| 4  | Out of the Past           | Sommerso dai ricordi           | 14 ottobre 1992   | 19 novembre 1998 |
| 5  | Paul in the Family        | Una visita prolungata          | 21 ottobre 1992   | 20 novembre 1998 |
| 6  | I'm Just So Happy for You | Non essere egoista, Paul       | 28 ottobre 1992   | 23 novembre 1998 |
| 7  | Token Friend              | Sensi di colpa                 | 4 novembre 1992   | 24 novembre 1998 |
| 8  | The Apartment             | L'appartamento della discordia | 11 novembre 1992  | 25 novembre 1998 |
| 9  | Riding Backwards          | Viaggiando contromarcia        | 18 novembre 1992  | 26 novembre 1998 |
| 10 | Neighbors from Hell       | Colpo di fulmine               | 9 dicembre 1992   | 27 novembre 1998 |
| 11 | Met Someone               | Colpo di fulmine               | 16 dicembre 1992  | 30 novembre 1998 |
| 12 | Maid About You            | Cupido colpisce ancora         | 6 gennaio 1993    | 1 dicembre 1998  |
| 13 | Togetherness              | Insieme, sempre insieme        | 13 gennaio 1993   | 2 dicembre 1998  |
| 14 | Weekend Getaway           | Fuga dalla nevrosi             | 27 gennaio 1993   | 3 dicembre 1998  |
| 15 | The Wedding Affair        | Piccoli segreti nascosti       | 6 febbraio 1993   | 4 dicembre 1998  |
| 16 | Love Among the Ties       | Murray, salvaci tu             | 13 febbraio 1993  | 7 dicembre 1998  |
| 17 | The Billionaire           | Unico al mondo                 | 20 febbraio 1993  | 8 dicembre 1998  |
| 18 | The Man Who Said Hello    | Imbarazzando s'impara          | 27 febbraio 1993  | 9 dicembre 1998  |
| 19 | Swept Away                | Fulmine a ciel sereno          | 1º maggio 1993    | 10 dicembre 1998 |
| 20 | The Spy Who Loved Me      | La spia sexy                   | 8 maggio 1993     | 11 dicembre 1998 |
| 21 | The Painter               | Un mito infranto               | 15 maggio 1993    | 14 dicembre 1998 |
| 22 | Happy Anniversary         | Felice anniversario            | 22 maggio 1993    | 15 dicembre 1998 |